# Bussière-Galant
 Bussière-Galant  (en occitano Bussiéra Galand) es una población y comuna francesa, situada en la región de Lemosín, departamento de Alto Vienne, en el distrito de Limoges y cantón de Châlus.

## Demografía
| 1836 | 1843 | 1671 | 1545 | 1329 | 1386 | 1392 |
| Para los censos de 1962 a 1999 la población legal corresponde a la población sin duplicidades (Fuente: INSEE [Consultar]) |      |      |      |      |      |      |